# Euschistus spurculus
Euschistus spurculus är en insektsart som beskrevs av Carl Stål 1862. Euschistus spurculus ingår i släktet Euschistus och familjen bärfisar. Inga underarter finns listade i Catalogue of Life.